# Mas de Gomila

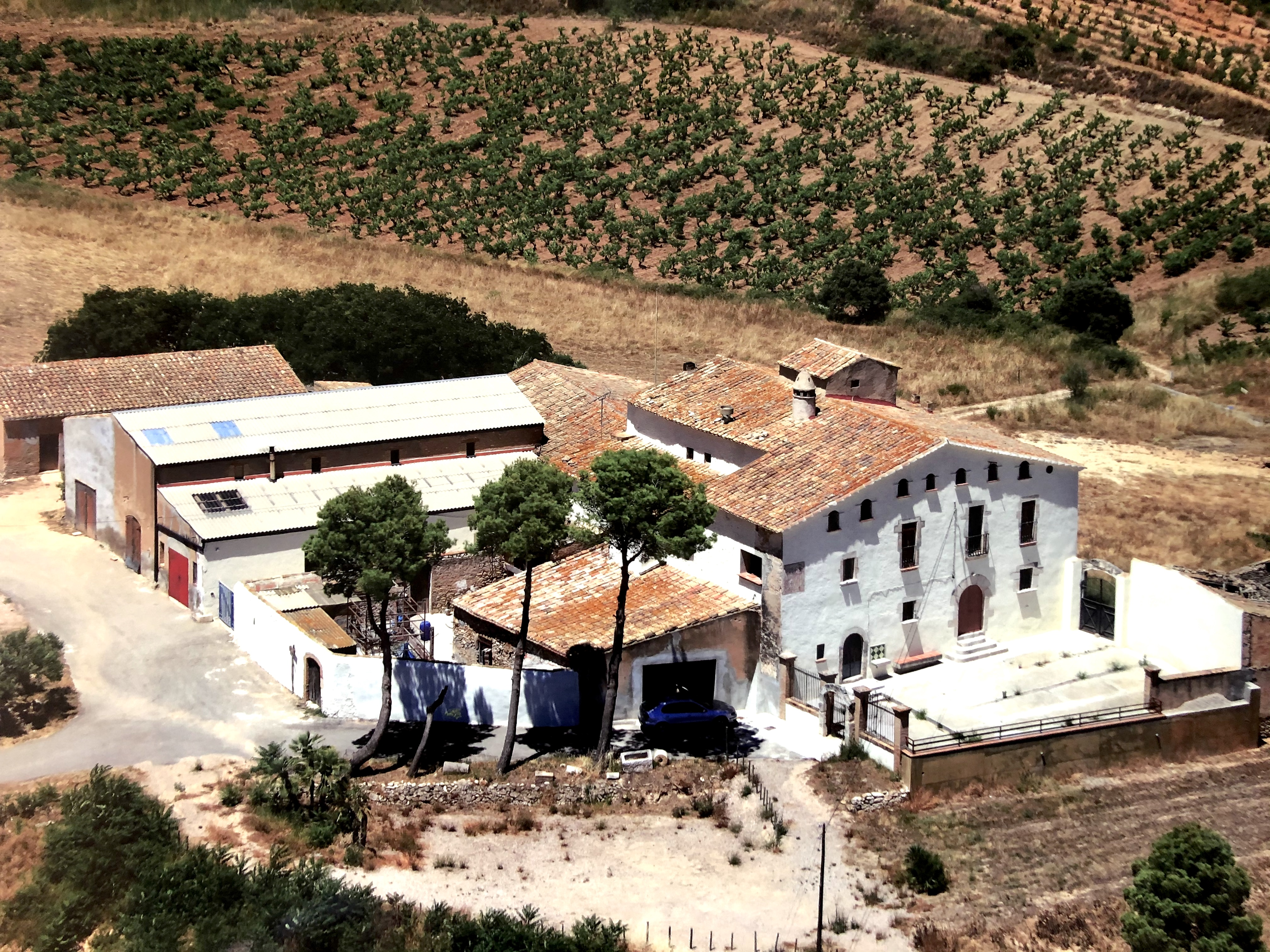
Gran complex d'agricultura i ramaderia

El Mas de Gomila és una masia de Sant Jaume dels Domenys (Baix Penedès) inclosa a l'Inventari del Patrimoni Arquitectònic de Catalunya.

## Descripció
La masia i el veïnat de Gomila estan situats al Nord de les Carronyes, a mitjana alçada en els contraforts del Montmell (380 m). L'edifici és rodejat per una sèrie de dependències dedicades a l'agricultura i la ramaderia. Té tres plantes i és un clar exemple de la clàssica masia catalana. Els baixos tenen una porta principal d'arc de mig punt dovellat, la clau del qual presenta la data de reconstrucció de la masia (1794). També hi veiem dues finestres i la porta de l'estable a mà dreta. El pis principal presenta, al centre, un balcó amb base i una porta balconera a cada costat. Les golfes presenten les típiques finestres de les masies de la zona (arcs de mig punt i línia d'impostes molt marcada). L'interior correspon a la típica estructura en tres cossos rectangulars i paral·lels.

## Història
És un clar exemple de masia catalana. Segons Camp i Arboix, el mas català, successor de la vil·la romana, té les seves arrels en el període de la reconquesta, en el mas feudal. L'existència dels masos a les contrades tarragonines s'explica a causa de les necessitats creades per la devastació sarraïna dels temps del comte Borrell, que van imposar més esperit d'empresa en la repoblació de les comarques desertes i en la rompuda de terres ermes. Així es creà l'estructura del mas, que adquirí un sentit defensiu i autònom. El mas de Gomila és documentat al fogatjament de 1533, en esmentar Antoni Palau de Gomila. A uns quants metres de la masia trobem la caseria de Gomila, on residien els parcers de la masia, despoblada des dels anys 1950. Un masover parla del possible origen àrab del nom Gomila.